# Eleccions legislatives de Cap Verd de 2016
Les eleccions legislatives de Cap Verd de 2016 van tenir lloc a Cap Verd el 20 de març de 2016. El partit aleshores governant, el Partit Africà per la Independència de Cap Verd (PAICV), liderat per Janira Hopffer Almada, fou derrotat pel Moviment per la Democràcia, liderat per Ulisses Correia e Silva.

## Sistema electoral
Els 72 membres de l'Assemblea Nacional són elegits a partir de 16 circumscripcions plurinominals que varien en grandària de 2 a 15 escons. Les eleccions es duen a terme usant el sistema de representació proporcional per llistes tancades, amb escons assignats utilitzant la regla D'Hondt. S'hi van presentar un total de 551 candidats, d'ells 73 dones.

## Resultats
| Partit                                          | Vots    | %     | Escons | +/– |
| ----------------------------------------------- | ------- | ----- | ------ | --- |
| Moviment per la Democràcia                      | 122.881 | 54,48 | 40     | +8  |
| Partit Africà per la Independència de Cap Verd  | 86.078  | 38,16 | 29     | –9  |
| Unió Capverdiana Independent i Democràtica      | 15.488  | 6,87  | 3      | +1  |
| Partit del Poble                                | 777     | 0,34  | 0      | Nou |
| Partit Social Democràtic                        | 232     | 0,10  | 0      | 0   |
| Partit de Treball i Solidaritat                 | 107     | 0,05  | 0      | 0   |
| Nuls/en blanc                                   | 3.774   | –     | –      | –   |
| Total                                           | 229.337 | 100   | 72     | 0   |
| Votants registrats/participació                 | 347.622 | 65,97 | –      | –   |
| Font: CNE Arxivat 2016-06-19 a Wayback Machine. |         |       |        |     |

## Llista de diputats elegits
| Nom                                             | Partit polític                                 | Circumscripció            |
| ----------------------------------------------- | ---------------------------------------------- | ------------------------- |
| Adilson Silva Fernandes                         | Moviment per la Democràcia                     | Santo Antão               |
| Clóvis Isildo Barbosa da Silva                  | Partit Africà per la Independència de Cap Verd | Brava                     |
| David Lima Gomes                                | Moviment per la Democràcia                     | Brava                     |
| Jorge Pedro Maurício dos Santos                 | Moviment per la Democràcia                     | Santo Antão               |
| Arlindo Nascimento do Rosário                   | Moviment per la Democràcia                     | Santo Antão               |
| Damião da Cruz Medina                           | Moviment per la Democràcia                     | Santo Antão               |
| Calos Alberto Delgado                           | Partit Africà per la Independència de Cap Verd | Santo Antão               |
| Vera Helena Pires Almeida da Cruz               | Partit Africà per la Independència de Cap Verd | Santo Antão               |
| Odailson Jorge da Luz Bandeira                  | Partit Africà per la Independència de Cap Verd | Santo Antão               |
| João da Luz Gomes                               | Moviment per la Democràcia                     | São Vicente               |
| Rui Alberto de Figueiredo Soares                | Moviment per la Democràcia                     | São Vicente               |
| Humberto Elísio Lélis Sousa Duarte              | Moviment per la Democràcia                     | São Vicente               |
| Maria Celeste Fonseca                           | Moviment per la Democràcia                     | São Vicente               |
| Mircéia Isidora Araújo Delgado                  | Moviment per la Democràcia                     | São Vicente               |
| António Delgado Monteiro                        | Unió Capverdiana Independent i Democràtica     | São Vicente               |
| João dos Santos Luís                            | Unió Capverdiana Independent i Democràtica     | São Vicente               |
| Dora Oriana Gomes Pires dos Reis                | Unió Capverdiana Independent i Democràtica     | São Vicente               |
| Manuel Inocêncio Sousa                          | Partit Africà per la Independència de Cap Verd | São Vicente               |
| João do Carmo Brito Soares                      | Partit Africà per la Independència de Cap Verd | São Vicente               |
| Filomena de Fátima Ribeiro Vieira Martins       | Partit Africà per la Independència de Cap Verd | São Vicente               |
| Nelson do Rosário Brito                         | Moviment per la Democràcia                     | São Nicolau               |
| Américo Sabino Soares Nascimento                | Partit Africà per la Independència de Cap Verd | São Nicolau               |
| Francisco Marcelino Lopes Correia               | Moviment per la Democràcia                     | Sal                       |
| Janine Tatiana Santos Lélis                     | Moviment per la Democràcia                     | Sal                       |
| Ana Paula Dias Santos                           | Partit Africà per la Independència de Cap Verd | Sal                       |
| José Luís Santos                                | Moviment per la Democràcia                     | Boa Vista                 |
| Walter Emanuel da Silva Évora                   | Partit Africà per la Independència de Cap Verd | Boa Vista                 |
| Joana Gomes Rosa Amado                          | Moviment per la Democràcia                     | Maio                      |
| Fernando Jorge Spencer Ferreira Frederico       | Partit Africà per la Independència de Cap Verd | Maio                      |
| Austelino Tavares Correia                       | Moviment per la Democràcia                     | Santiago Norte            |
| João Gomes Duarte                               | Moviment per la Democràcia                     | Santiago Norte            |
| David Elias Mendes Gomes                        | Moviment per la Democràcia                     | Santiago Norte            |
| José Manuel Soares Tavares                      | Moviment per la Democràcia                     | Santiago Norte            |
| Anilda Ideida Monteiro Tavares                  | Moviment per la Democràcia                     | Santiago Norte            |
| José Eduardo Mendes Moreno                      | Moviment per la Democràcia                     | Santiago Norte            |
| Hélio de Jesus Pina Sanches                     | Moviment per la Democràcia                     | Santiago Norte            |
| Celita Annie Alfama Pereira                     | Moviment per la Democràcia                     | Santiago Norte            |
| José Maria Gomes da Veiga                       | Partit Africà per la Independència de Cap Verd | Santiago Norte            |
| José Maria Fernandes da Veiga                   | Partit Africà per la Independència de Cap Verd | Santiago Norte            |
| José Jorge Monteiro Silva                       | Partit Africà per la Independència de Cap Verd | Santiago Norte            |
| Moisés António do Espírito Santo Tavares Borges | Partit Africà per la Independència de Cap Verd | Santiago Norte            |
| João Baptista Correia Pereira                   | Partit Africà per la Independència de Cap Verd | Santiago Norte            |
| José Manuel Sanches Tavares                     | Partit Africà per la Independència de Cap Verd | Santiago Norte            |
| José Ulisses de Pina Correia e Silva            | Moviment per la Democràcia                     | Santiago Sul              |
| Fernando Elísio Leboucher Freire de Andrade     | Moviment per la Democràcia                     | Santiago Sul              |
| Filomena Mendes Gonçalves                       | Moviment per la Democràcia                     | Santiago Sul              |
| Olavo Avelino Garcia Correia                    | Moviment per la Democràcia                     | Santiago Sul              |
| Luís Filipe Lopes Tavares                       | Moviment per la Democràcia                     | Santiago Sul              |
| José Luís do Livramento Monteiro Alves de Brito | Moviment per la Democràcia                     | Santiago Sul              |
| Abraão Aníbal Fernandes Barbosa Vicente         | Moviment per la Democràcia                     | Santiago Sul              |
| José Filomeno Carvalho Dias Monteiro            | Moviment per la Democràcia                     | Santiago Sul              |
| Isa Filomena Pereira Soares da Costa            | Moviment per la Democràcia                     | Santiago Sul              |
| Alcides Monteiro de Pina                        | Moviment per la Democràcia                     | Santiago Sul              |
| Lúcia Maria Mendes Gonçalves dos Passos         | Moviment per la Democràcia                     | Santiago Sul              |
| Janira Isabel Fonseca Hopffer Almada            | Partit Africà per la Independència de Cap Verd | Santiago Sul              |
| Felisberto Alves Vieira                         | Partit Africà per la Independència de Cap Verd | Santiago Sul              |
| Rui Mendes Semedo                               | Partit Africà per la Independència de Cap Verd | Santiago Sul              |
| Nilda Maria Gonçalves de Pina Fernandes         | Partit Africà per la Independència de Cap Verd | Santiago Sul              |
| Júlio Lopes Correia                             | Partit Africà per la Independència de Cap Verd | Santiago Sul              |
| Ana Paula Elias Curado da Moeda                 | Partit Africà per la Independència de Cap Verd | Santiago Sul              |
| Julião Correia Varela                           | Partit Africà per la Independència de Cap Verd | Santiago Sul              |
| Jorge Arcanjo Livramento Nogueira               | Moviment per la Democràcia                     | Fogo                      |
| Filipe Alves Gomes dos Santos                   | Moviment per la Democràcia                     | Fogo                      |
| Carlos Alberto Gonçalves Lopes                  | Moviment per la Democràcia                     | Fogo                      |
| Eva Verona Teixeira Andrade Ortet               | Partit Africà per la Independència de Cap Verd | Fogo                      |
| Nuías Mendes Barbosa da Silva                   | Partit Africà per la Independència de Cap Verd | Fogo                      |
| Estevão Barros Rodrigues                        | Partit Africà per la Independència de Cap Verd | Àfrica                    |
| Orlando Pereira Dias                            | Moviment per la Democràcia                     | Àfrica                    |
| João de Brito Lopes de Pina                     | Partit Africà per la Independència de Cap Verd | Amèrica                   |
| Alberto Mendes Montrond                         | Moviment per la Democràcia                     | Amèrica                   |
| Francisco Correia Pereira                       | Partit Africà per la Independència de Cap Verd | Europa i resta del món    |
| Emanuel Alberto Duarte Barbosa                  | Moviment per la Democràcia                     | Europa i la resta del món |
| Font: CNE Arxivat 2016-06-19 a Wayback Machine. |                                                |                           |